# オンライントレード
オンライントレード（online trade）とは、インターネット等の電子ネットワークを通じて、株式や投資信託などの金融取引を行うことができるサービス。

## 概要
広く一般に電子商取引のことを表すこともある。
類似した仕組みのものとしてインターネットバンキング（モバイルバンキング）があるが、こちらはインターネットを通じて銀行預金口座の取引（残高確認、振込など）を行うことである。
もともとは、インターネットを用いた金融商品の取引は、オンライントレードのみならず、イートレード、インターネットトレードなどとも呼ばれていたが、現在ではオンライントレードが好まれて使われている。
なお、銀証連携サービスを利用している場合、オンライントレード経由でインターネットバンキングができるケースもある。